# Collins Injera

a Compétitions nationales et continentales officielles uniquement.

b Matchs officiels uniquement.
Dernière mise à jour le 26 janvier 2023.
Collins Injera est un joueur de rugby à sept et de rugby à XV kényan qui évolue avec l'équipe du Kenya de rugby à sept de 2006 à 2022. En 2016, il devient le meilleur marqueur d'essais de l'histoire des World Rugby Sevens Series avec 235 essais

## Biographie
Collins Injera commence sa carrière internationale de rugby à sept lors du Dubaï rugby sevens 2006. Il dispute notamment la coupe du monde 2009 où le Kenya est éliminé en demi-finale de la Melrose Cup. Il finit meilleur marqueur d'essais les World Series 2008-2009 avec un total de 42 essais inscrits sur l'ensemble du circuit mondial. Il finit en revanche second au classement du meilleur marqueur derrière l'anglais Ben Gollings avec 210 points inscrits. Il est ainsi nommé pour le titre de meilleur joueur de la saison des World Series.
En janvier 2014, il joue un match avec l'équipe de rugby à XV du Kenya contre la Namibie.

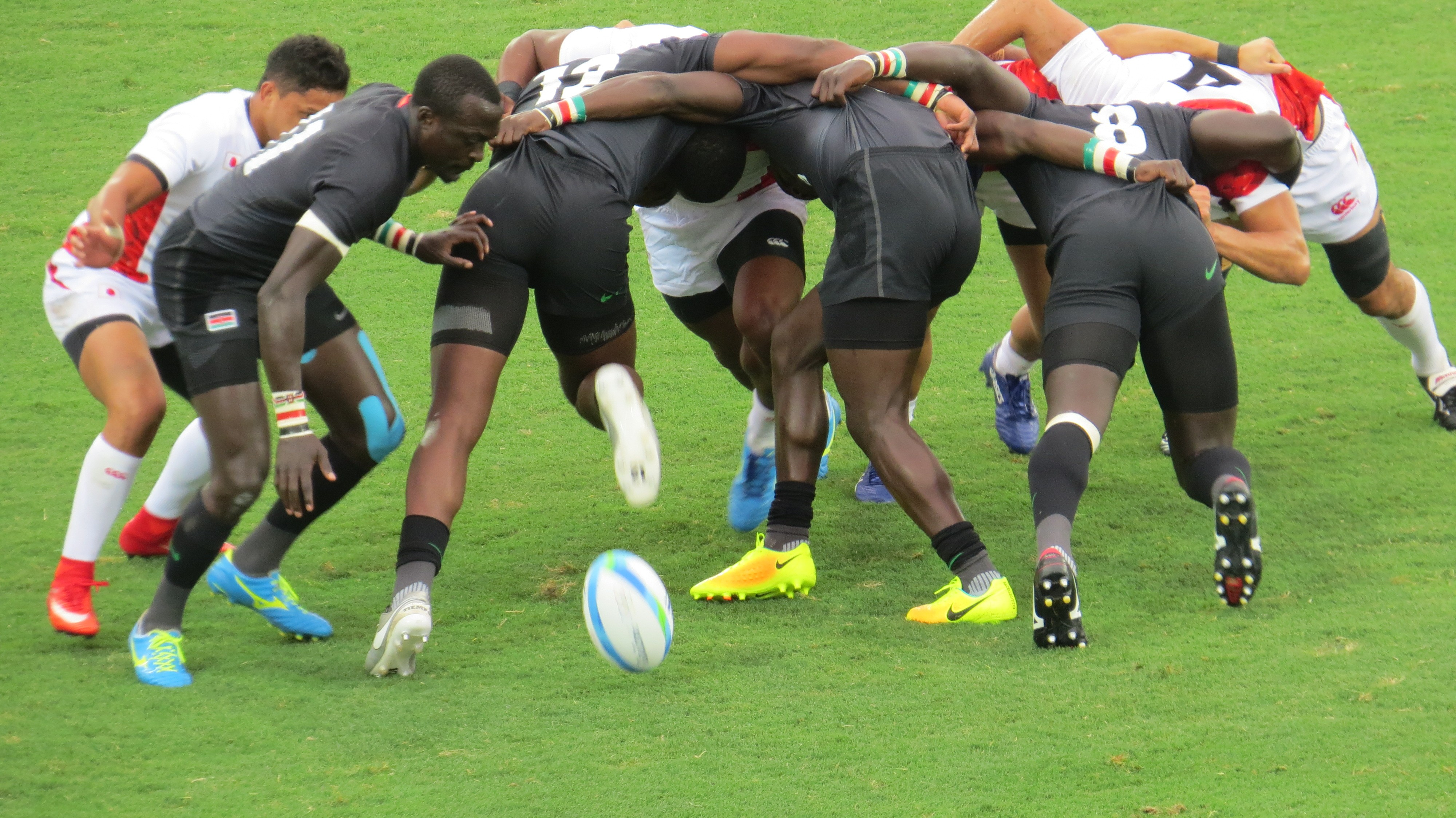
Injera s'appretant à ramasser le ballon, lors des Jeux 2016.

En avril 2016, lors du Singapour rugby sevens 2016, il qualifie son équipe pour la finale du tournoi en passant un drop de pénalité de plus de 40 mètres à la dernière minute face aux argentins et permet à son équipe de s'imposer sur le score de 15 à 12. Lors de finale contre les Fidji, Collins Injera inscrit deux essais et aide ainsi son équipe à remporter le premier tournoi des World Series de son histoire sur le score de 30 à 7. Collins Injera est élu meilleur joueur de la finale du tournoi.
Lors du dernier tournoi de la saison, le London rugby sevens, Collins Injera inscrit son 231e essai en World Series, battant ainsi le record de l'argentin Santiago Gomez Cora. Il participe quelques mois plus tard au premier tournoi olympiques de rugby à sept à Rio de Janeiro. Son équipe terminera à la 11e place du classement.
Au cours du tournoi du Canada 2017, Collins Injera voit son record d'essais égalé par l'anglais Dan Norton.
Il met un terme à sa carrière en janvier 2023.

## Palmarès

### En équipe nationale
- World Rugby Sevens Series :
  - Cinquième : 2012-2013
- Coupe du monde :
  - Demi-finale : 2009 et 2013 (4e)
- Singapour rugby sevens 2016

### Distinctions personnelles
- Meilleur marqueur d'essais des World Series 2008-2009
- Meilleur marqueur des World Series 2008-2009
- Nommé pour le titre de meilleur joueur de la saison 2008-2009 des World Series
- Sportif kényan de l'année 2009 et 2010[3]
- Joueur de la finale du Singapour rugby sevens 2016
- Meilleur marqueur d'essais de l'histoire des World Series

## Vie privée
Collins Injera est le frère cadet du capitaine de l'équipe du Kenya de rugby à sept, Humphrey Kayange. Sa femme se nomme Chebet et il a une fille, Chloé.
Il a un diplôme en communication de masse.